# Film więzienny

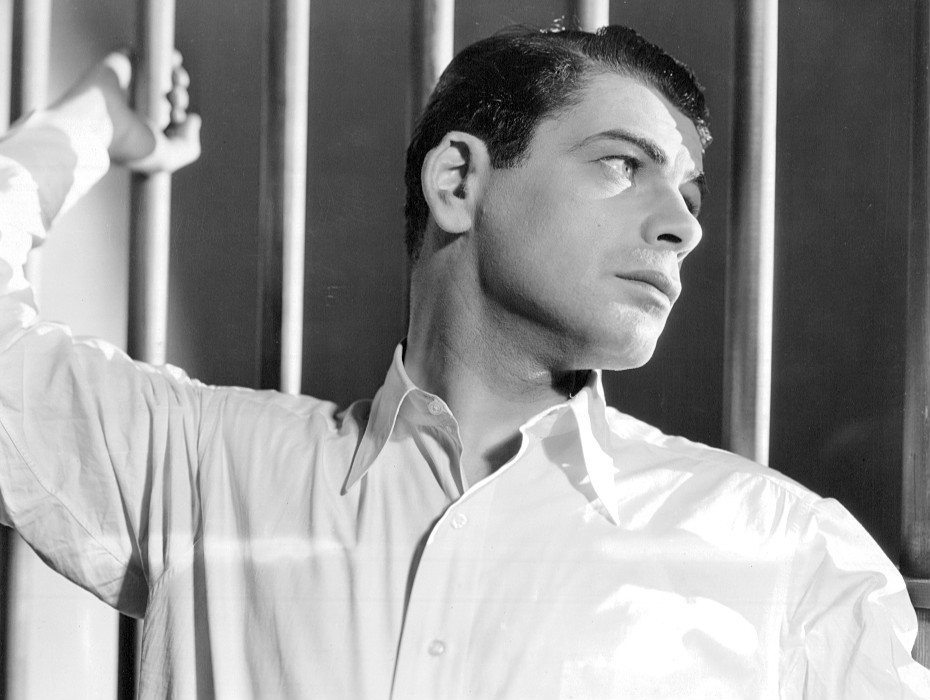
Kadr z filmu więziennego

Film więzienny lub dramat więzienny (ang. prison film) – film, którego akcja rozgrywa się w więzieniu, domu poprawczym, obozie jenieckim itp., przedstawiający sytuację więźniów oraz warunki ich życia i społeczność, jaką tworzą. Odmianą filmu więziennego jest film ucieczki, opowiadający o próbie ucieczki z więzienia.
Film więzienny narodził się w kinie amerykańskim lat 30. XX wieku. Jego powstanie zainspirowały głośne bunty, które miały miejsce latem 1929 roku w zakładach karnych w Dannemora i Auburn (oba w stanie Nowy Jork). Pierwszym filmem tego typu był Szary dom George’a W. Hilla, natomiast pierwszym filmem, którego akcja rozgrywała się w domu poprawczym, był Dom z piekła rodem Howarda Higgina. Filmy więzienne zawierają często krytykę zdegenerowanego systemu penitencjarnego, istnieje też zestaw typowych dla nich wątków i postaci, z których część wywodzi się już z Szarego domu Hilla.
Filmy więzienne to m.in. Sing Sing Michaela Curtiza, Zbieg z San Quentin Lloyda Bacona, Szkoła dla dziewcząt Williama Nigha, Miasto chłopców Normana Tauroga, Papillon (Motylek) Franklina J. Schaffnera, Nadzór Wiesława Saniewskiego, Symetria Konrada Niewolskiego, Skazani na Shawshank Franka Darabonta oraz Przed egzekucją Tima Robbinsa.